# موسیقی زار
موسیقی زار یکی از موسیقی‌های محلی جنوب ایران است. موسیقی زار مربوط به مردمان کناره خلیج فارس است و در اصل از آفریقا به ایران آمده‌است. در این موسیقی از سازهای گوناگونی استفاده می‌شود. یکی از این سازها تنبیره یا تنبوره نام دارد، که فقط توسط بابازار یا مامازار یا شخص دیگری که او اجازه بدهد نواخته می‌شود. مضراب این ساز از شاخ گاو یا گوسفندی که برای اجرای مراسم قربانی شده ساخته می‌شود.آهنگ خون که آهنگی با ضرباهنگ تند است و هنگامیکه خون را می‌آورند اجرا می‌شود جزئی از موسیقی زار به‌شمار می‌آید.

## آیین زار
در باور باورمندان به آیین زار، برخی از انسان‌ها، توسط نیروهای نامرئی که به عنوان باد شناخته می‌شوند تسخیر می‌شوند. این بادها شخصیت‌های گوناگونی دارند، و بیماری وافسردگی و روان پریشی شخص تسخیر شده را موجب می‌شوند؛ و آیین زار برای درمان آن‌ها برپا می‌شود. هزینه‌های برپایی این آیین توسط بیمار تقبل می‌شود.
نخست وقتی بابا یا ماما احتمال بدهد که شخص، مبتلا به یکی از زارها شده، او را مدت هفت روز در حچاب و دور از چشم دیگران نگه می‌دارند و در طول این چند روز با داروهای ویژه و روغن‌های مالیدنی، تحت نظر قرار می‌گیرد. سپس اهل محل توسط یک خیزرانی (کسی که ایفاگر یکی از نقش‌های مراسم درمان است و چوب ویژه خیز ران در دست دارد)، خبردار می‌شوند.
از بعد ورود بیمار تا پایان، کل مراسم توسط بابا یا ماما هدایت می‌شود که کار آن‌ها و شگردهای آن‌ها اکنون نوعی جادوی پزشکی تلقی می‌شود. اما مهم‌تر شاید آوازی است که می‌خوانند و سازهایی است که نواخته می‌شود، زیرا در باور آن‌ها چون این بادها با موسیقی به مهر می‌آیند و بابا و ماما به تدریج به هویت باد پی می‌برند و باد نام خود را فاش می‌کند. مراحل بعدی درمان از این پس امکان‌پذیر می‌شود. در صورتی که خواسته‌های باد برآورده شود، باد «زیر شده» و بیمار را آزار نخواهد داد اما «مرکب» خود را کاملاً رها نمی‌کند و کسانی که گرفتار این باده‌ها شده باشند در سواحل جنوب به «اهل هوا» شناخته می‌شوند.
مراسم آیینی است و توسط آن بیماران مبتلا به امراض روانی معالجه می‌شوند و در واقع نوعی موسیقی درمانی (روان درمانی) است. موسیقی زار چه از نظر نوع و چه از نظر سازها و چه به لحاظ نغمه‌ها و آوازها با دیگر اشکال موسیقی دربنادر جنوب کاملا متفاوت است.
نوازندگان زار افراد خاصی هستند که فقط در نواختن و خواندن این موسیقی مهارت دارند. حضور فرهنگ و موسیقی افریقا در کل موسیقی استان هرمزگان و به ویژه آداب و رسوم و موسیقی زار بسیار مشهود است همچنین در موسیقی زار و به خصوص در مولودخوانی (به ویژه در میان اهل سنت) شاهد رنگ و بویی از موسیقی عرب هستیم. در مراسم زار، گاه آهنگ‌هایی به سبک مولیواری، هندی، افریقایی و ... شنیده می‌شود.

## موسیقی زار
یکی از موسیقی‌های محلی جنوب ایران است. موسیقی زار مربوط به مردمان کناره خلیج فارس است و در اصل از آفریقا به ایران آمده است. در این موسیقی از سازهای گوناگونی استفاده می‌شود. یکی از این سازها تنبیره یا تنبوره نام دارد، که فقط توسط بابازار یا شخص دیگری که او اجازه بدهد نواخته می‌شود.مضراب این ساز از شاخ گاو یا گوسفندی که برای اجرای مراسم قربانی شده ساخته می‌شود. آهنگ خون که آهنگی با ضرباهنگ تند است و هنگامیکه خون را می‌آورند اجرا می‌شود جزئی از موسیقی زار به‌شمار می‌آید. در باور باورمندان به آیین زار٬ برخی از انسان‌ها، توسط نیروهای نامرئی که به عنوان باد شناخته می‌شوند تسخیر می‌شوند. این بادها شخصیت‌های گو ناگونی دارند، و بیماری وافسردگی و روان پریشی شخص تسخیر شده را موجب می‌شوند. و آیین زار برای درمان آن‌ها برپا می‌شود. هزینه‌های برپایی این آیین توسط بیمار تقبل می‌شود. نخست وقتی بابا یا ماما احتمال بدهد که شخص، مبتلا به یکی از زارها شده ، او را مدت هفت روز در حچاب و دور از چشم دیگران نگه می‌دارند و در طول این چند روز با داروهای ویژه و روغن‌های مالیدنی، تحت نظر قرار می‌گیرد. سپس اهل محل توسط یک خیزرانی (کسی که ایفاگر یکی از نقش‌های مراسم درمان است و چوب ویژه خیز ران در دست دارد)،خبردار می‌شوند. از بعد ورود بیمار تا پایان، کل مراسم توسط بابا یا ماما هدایت می‌شود که کار آن‌ها و شگردهای آن‌ها اکنون نوعی جادوی پزشکی تلقی می‌شود. اما مهمتر شاید آوازی است که می خوانند و سازهایی است که نواخته می‌شود ، زیرا در باور آن‌ها چون این بادها با موسیقی به مهر می آیند و بابا و ماما به تدریج به هویت باد پی می‌برند و باد نام خود را فاش می‌کند. مراحل بعدی درمان از این پس امکان‌پذیر می‌شود. در صورتی که خواسته‌های باد بر آورده شود ،باد "زیر شده" و بیمار را آزار نخواهد داد اما "مرکب"خود را کاملا رها نمیکند و کسانی که گرفتار این باده ها شده باشند در سواحل جنوب به "اهل هوا" شناخته می‌شوند.

## سازهای مراسم زار
همانطور که در سطرهای پیشین اشاره گردید طریقه تشخیص و درمان زار به ریتم و قطعه‌ای که نواخته می‌شود، مربوط می‌باشد. به عنوان مثال؛ در قطعهٔ سنج و دمام، سازهای بوق، دمام و سنج نواخته می‌شوند. سازهای مذکور در زمرهٔ نخستین آلات موسیقی بوده و ضمن آن‌که در زمرهٔ سازهای جنگلی محسوب می‌شوند، ریشه در موسیقی آفریقا دارند. این‌گونه سازها از همان ابتدا به عنوان وسیله‌ای برای اعلام خبر و تجمع مردم به کار می‌رفته‌اند. یکی از علل نواختن این آلات در آیین مورد نظر ما نیز همین امر می‌باشد.
بشر نخستین با کمک این اصوات، بخشی از نیازهای خود را تبیین و برآورده کرده و در واقع تا جایی که می‌توانسته با این زبان موسیقیایی، خلاء دستگاه‌های مخابراتی و بلندگوها را پر می‌نموده و حتی پیغام‌هایی نیز به وسیلهٔ این نوع سازها مخابره می‌کرده‌است؛ غیر از این، نواختن این‌گونه سازها وسیله‌ای برای ترساندن حیوانات وحشی و یا دور کردن اجنه و اشباح پلید.
اولین بار، سازهای سنج و دمام از آفریقا به این منظقه آورده شده و در آغاز، توسط خود آن‌ها در این منطقه نواخته می‌شده‌است؛ تا اینکه در شهرهای جنوبی از جمله بندرعباس و بوشهر به تدریج شکل خاص و مقدسی به خود گرفته و سرانجام مورد قبول عامه مردم قرار گرفته‌است.
رواج این سازها در جنوب مصادف بوده با مسافرت‌های دریایی مردم این منطقه به آفریقا و نیز مهاجرت اقوام آفریقایی که بیشتر به عنوان برده به شهرهای جنوبی حاشیهٔ خلیج فارس آورده می‌شده‌اند.
قابل ذکر است که تجارت برده در خلیج فارس درست پیش از آغاز قرن 18 شروع گردید. البته روایت‌ها و گزارش‌های مربوط به سده‌های میانه به‌طور پراکنده پیرامون برده‌ها به عنوان نوکران خانگی و محافظ، نیروهای شبه نظامی و ملوان در ایران و حوزهٔ خلیج فارس اشاره دارند. (ریکس؛ 13 و 14)

## نحوهٔ برگزاری آیین زار و نقش موسیقی
بعد از ختم دوره حجاب، صبح روز بعد بدن مریض را خوب تمیز می‌کنند و خاک هفت راه را با هفت برگ هفت گیاه بی خار مخلوط کرده همراه (گره کو) به تن وی می‌مالند. و پیش از این که مراسم رسمی (زاران) اجرا شود،جنی را که باد زار را وارد بدن شخص کرده بیرون می‌کنند. برای بیرون کردن جن، شخص مبتلا را می‌خوابانند، انگشتان شست پاهایش را با موی بز به هم می‌بندند، مقداری سیفه (روغن ماهی) هم زیر دماغ مبتلای زار کشیده و چند رشته موی بز هم آتش زده زیر بینی وی می‌گیرند و بعد بابا با خیزران جن را تهدید می‌کند که از بدن وی خارج شود و با ضربه‌هایی که به تن بیمار می‌زند، جن با جیغ و داد وناراحتی زیاد، مرکبش را رها کرده فرار می‌کند. بعد از فرار جن تنها باد زار در کلهٔ بیمار است و برای تشکیل مجلس بازی، روز پیش، زنی که خود از (اهل هوا) است، خیزران به دست راه می‌افتد و تک تک درها را می‌زند و اهل هوا را برای بازی دعوت می‌کند. این زن را (خیز رانی) می‌گویند و بیشتر دعوت شدگان (دختران هوا) هستند. دختران یا زنان جوان و بالغی که صدای خوش دارند و خوب آواز می‌خوانند و حرکاتشان نرم است و مجلس بازی را رنگ می‌دهند. دختران هوا در تمام مجالس اهل هوا جمع می‌شوند و همراه مردها دم می‌گیرند و بازی می‌کنند. به هر صورت مجلس زار چنین تشکیل می‌شود که بابازار یا مامازار با دهل‌های مخصوصش در صدر مجلس قرار می‌گیرد. در وسط بساط (مودندو) را روی سه‌پایه‌ای می‌گذارند. (مودندو) بزرگترین دهل اهل هوا ست و بابا یا کسی که قرار است مودندو را بزند همیشه روی چارپایه‌ای عقب دهل می‌نشیند. کنار دهل مودندو یک دهل برگ دو سر معمولی (دهل گپ) می‌گذارند و کنار آن دهل دیگری به نام (کسر) همهٔ این دهل‌ها در یک ردیف باشند. مودندو را اغلب خود بابازار می‌زند و دهل‌های دیگر کسان دیگر. جلو مودندو همیشه سینی نقره یا ورشویی می‌گذارند که توی آن (گشته سوز) و (کندرروک درمانی) را در ظرف مخصوصش ریخته‌اند. درآغاز مجلس در (گشته سوز) آتش می‌ریزند و مقداری کوندروک درمانی را توی آتش دود می‌کنند. بابا اول موندو و بعد گپ دهل و بالاخره کسر را دود می‌دهد و بعد تنگ شان را می‌گیرد و سرجایشان می‌گذارد. قبل از شروع مجلس سفرهٔ مفصلی پهن کرده‌اند که در این سفره همه چیز موجود است.
از انواع غذاها گرفته تا گیاهان معطر و انواع ریاحین جنوب و میوهٔ (کنار) خرما گوشت و خونی که برای مبتلا ی زار سر سفره لازم است. خون سر سفره، خون قربانی زار است، و این قربانی معمولاً یک بز (کَهَر) است که در همان مجلس سرش را بریده خونش را درون طشتی سر سفره گذاشته‌اند. معمولاً تا باد خون نخورد به حرف در نمی‌اید. بنابر برای این که خوب فهمیده شود باد چه می‌خواهد، لازم است شخص مبتلا خون بخورد ریال خون خوردن نشانهٔ شدت و وابستگی شخص مبتلاست به اهل هوا. اعتبار و مقام هر بابا یا ماما به تعداد خون‌هایی که خورده است بستگی کامل دارد. مثلاً می‌گویند فلان بابا سه خون خورده است و به همان ماما پنج خون. به هر حال بابا یا ماما با تکان دادن خیزرانی که به دست دارد مجلس بازی را شروع می‌کند. خود بابا سر وقت یکی از دهل‌ها و اغلب سر وقت مودندو می‌رود وشروع می‌کند به کوبیدن و شعر خواندن و غنی کردن مجلس که گرم شد دیگران هم همراه آواز بابا دم می‌گیرند. آواز و اشعار (زاران) در سواحل آفریقا همه به زبان سواحلی است؛ ولی در ایران بیشتر اشعار را به زبان عربی می‌خوانند که بعد از چند بیت تبدیل به اشعار نامفهوم سواحلی می‌شود؛ ولی کمتر کسی معنی این اشعار را می‌فهمد، نه سیاها و نه حتی خود بابا یا ماما؛ ولی با وجود این همه، ساعت‌ها می‌توانند به زبان ناآشنا ی سواحلی غنی بکنند. در شعر زیر بعد از سه چهاربیت عربی، اشعار به سواحلی تبدیل می‌شود: کل زار وفو/ و انا ما وفونی / شیخ شنگر رضو/ وانا ما رضونی / وزفنا وزفش نایی /دوئی وانت دوئی … در مجلس زار زن ومرد با هم جمع می‌شوند و کنا ر هم می‌نشینند. بازی معمولاً چندین شبانه روز طول می‌کشد. مخصوصآ در مجلسی که اول بار برای شخص مبتلا ترتیب داده شده‌است. زیرا تا باد از کلهٔ شخص مبتلا پائین بیاید وو زیر بشود چندین شبانه طول می‌کشد. حتی دیده شده که بعد از هفت روز گوبیدن و آواز زار یکی پایین می‌آید و تکان می‌خورد. به هر صورت در تمام مدت شبانه روز هیچ‌کس از مجلس بازی دور نمی‌شود و آن‌هایی که خسته شده‌اند، روز را در همان‌جا به خواب می‌روند وسیاهی شب پیدا نشده دوباره شروع به کوبیدن می‌کنند. به هر صورت ابتدا شخص مبتلا شروع به لرزیدن می‌کند و به تدریج تکان‌ها زیادتر می‌شده، از شانه‌ها به تمام بدن سرایت می‌کند و بازی وقتی به اوج می‌رسد که کلهٔ شخص مبتلا کاملآ پایین آمده و در ضمن تکان‌ها ی شدید از ظرف خونی که در برابرش هست خون بخورد.
در این موقع صدای دهل‌ها بیشتر اوج گرفته و آوازها بلندتر می‌شود. درچنیین مرحله‌ای علاوه بر شحص مبتلا، زار داخل کلهٔ عدهٔ زیادی هم طلوع می‌کند و همه در حال سر جنباندن از خود بی‌خود شده و غعش می‌کنند. آهنگ مخصوصی لازم است تا زار زیر بشود؛ بنابراین به تعداد زارها و بلکه بیشتر، وزن وآهنگ بازی تغییر می‌کند. وزن آهنگ‌ها را دهل کسر عوض می‌کند موندو و دهل گپ تنها سرعت وزن را معین می‌کنند و اغلب با هم یکنواخت کوبیده می‌شوند. تنها کسر است که با تغییر ضربه‌ها وزن را عوض می‌کند؛ بنابراین نوازندهٔ کسر باید مهارت زیادی داشته باشد. به هر صورت در برابر یکی از این آهنگ هاست که زار شخص مبتلا تکان خورده، حرکت کرده، پائین می‌آید. شخص حال خود رانمی فهمد. در این میان بابا می‌تواند با زار صحبت بکند. بابا همیشه از زار می‌پرسد که اهل کجاست و اسمش چی هست. برای چه مرد یا زن بدبخت را اسیر کرده، آخر او بیچاره است، فقیر و زحمتکش است. ماهیگیر، جاشو، غواص یا گداست. زار به زبان خودش جواب می‌دهد که اهل کجاست و اسمش چی هست و آن مرد یا زن را بخاطر فلان یا بهمان کار، مرکب خود ساخته، البته تمام این حرفها با صدای تغییر یافته‌ای از دهان مریض خارج می‌شود؛ ولی به زبان اصلی خود زار، عربی، هندی یا سواحلی، در حالی که ممکن است مرکب او به زبان هندی یا سواحلی، به ظاهر آشنا نباشد. بعد بابا یا ماما از زار می‌خواهد که مرکب خود را آزاد بکند. زار جواب می‌دهد که این کار آسان نیست و برای این که مرکب خود را راحت بگذارد، سفره لازم دارد. خیزران و خلخال و پیراهن تمیز می‌خواهد. توفع همهٔ زارها یکسان نیست. بعضی‌ها همچون (متوری) پر توقعند و همه را طلا می‌خواهند و بعضی‌ها کم توقعند ویک خیزران کوچک چند بندی برایشان کافی است، مثل (بو مَریم) به هر حال بعد از تشکیل مجلس بازی و زیرکردن زار و راضی کردن او، زار دیگر موذی نیست. اگر چه مبتلای زار از آن حال اول رهایی یافته، اما برای همیشه همان باد توی کله اش بافی می‌ماند. دروهلهٔ اول، قبل از پهن کردن سفره و کوبیدن و بازی کردن زار، باد ناصاف و وحشی ای بود و مرکب خود را اذیت می‌کرد. اما بعد از شنیدن شعر و صدای دهل، دیدن سفره و خوردن خون، زار صاف می‌شود و مرکب خود را آسوده و راحت می‌گذارد.
آیین و مراسم زار در آبادان و خرمشهر
مراسم زار بیش و کم در سرار نوارهٔ خلیج فارس (بندرعباس و جزایر آن+بوشهر+خوزستان) به یک شیوه اجرا می‌شود.منتها گاهی برداشت محقق یا شاهدان متفاوت است (اکثر محققین و آنان که چیزی در این خصوص نوشته‌اند) غیر بومی یاعضو ثابت این مراسم نیستند/برخورد با رویکردهای متفاوت هم از سویی سبب شده که منابع معدود این مراسم محدود تر شود/
اینکه ریشه و سبب زار چیست؟ یا کدام یک از عوامل و مناسک (دگ/گعده=اصطلاح متداول به اجرای مراسم در آبادان و خرمشهر) تأثیرگذارتر و اصلیی تر است خود جای تحقیق دارد.
ملاعبد فیهانی بابازار در آبادان و حلیمه سرحانی کنهء مامازار در خرمشهر و یکی از صاحب نام‌ترین بابازارها و مامازار ها در کل این مراسم هست،او که بارها به سوالات محقین خارج و داخل کشور در خصوص زار جواب داده و حتی اجازه حضور وضبط صدا و تصویر را هم از مراسم داده (البته فقط از بعضی قسمت‌ها آن هم با مشورت صاحب دگ و کسب اجازه از زار) رویکرد برگزاری مراسمش بیشتر از هر ماما زاری مبتنی بر آموزه‌های دینی و اسلامی است؛ و بسیاری از اشعار مراسم را در مدح بزرگان دین می‌خواند (هرچند که اصل مراسم به زبان سواحلی است")
ایشان سخت برین عقیده هستند که بار اصلی درمان‌گری وشفا دهی مراسم بر خوانش اشعار و بار جادویی کلامات علاوه بر توسل به بزرگان مذهبی است.

## زار در جنوب ایران
استان هرمزگان یکی از معدود استان‌هاییست که در ایران از تنوع موسیقی سنتی و آیین‌ها و آداب همراه شده با موسیقی بهره برده است و این موسیقی خاص در تمامی مراحل زندگی مردم ریشه‌های فرهنگی  و تاریخی دارد. از سوی دیگر داشتن موقعیت استراتژیکی هرمزگان که پل ارتباطی ایران با بسیاری از ملل جهان از دیر باز بوده‌است، سبب شده که آداب و موسیقی‌های سایر کشورها نیز در این منطقه رسوخ پیدا کرده و به صورت بومی در آیند. این مقاله جستاری پیرامون مقایسه رابطه موسیقی زار و موسیقی بومی، در میان مردم استان هرمزگان است.
با مطالعه‌ای ژرف و گفت‌وگو با بزرگان موسیقی هرمزگان به راحتی می‌توان گفت؛ که منشاء شکل‌گیری موسیقی هرمزگان به دوران برده‌فروشی در این منطقه مربوط می‌شود. زمانی که کشتی‌های تجاری، کالاهایشان برده‌های سیاه پوست بود و به قصد فروش و تجارت انسان از خلیج‌فارس و دریای عمان می‌گذشتند. کشتی‌ها گاه به قصد فروش برده‌ها و گاه درتلاطم شدید دریا و عدم امکان برای ادامه مسیر، مجبور به "پهلوگیری" در یکی از بنادر جنوبی ایران می‌شدند. بردگان سیاه و غم‌دیده و اسیر یا فروخته می‌شدند و یا فرصت را غنیمت شمرده، فرار می‌کردند.
جزایر و شهرهای ساحلی خلیج فارس در گذرتاریخ ارتباطات فرهنگی مختلفی با کشورهای دیگر برقرار کرده‌است. نخستین مورد را باید حضور غلامان و بردگان آفریقایی دانست که قرن‌ها قبل توسط تجار ایرانی و خارجی به این نواحی آورده شده‌اند. (ذوالفقاری، 1366)
سیاه پوستان برای کاستن از غم‌ها و رنج‌هایشان شب‌ها گرد هم جمع می‌شدند و به سنت دیار و سرزمین خود می‌نواختند و می‌خواندند. کمتر شبی بود که نوای حنجره سوزناک سیاهی که در دل شبی سیاهتر از خود و با کلام و نوایی تیره‌تر از روزگار خود، فضای غمزده بنادر جنوب را پرنسازد.
به مرور زمان، این موسیقی از محیط جدید الهام گرفت؛ و رنگ‌وبوی بومی به خود گرفته و موسیقی بومی هرمزگان و در مجموع، موسیقی نوار ساحلی جنوب متولد شد. کم‌کم سیاهان افزوده شدند؛ چنان‌که در بندرعباس قدیم، محله‌ای به نام محله سیاهان به وجود آمد که این محله امروزه در محله‌ای دیگر به نامه محله «شمیل»های بندرعباس ادغام شده‌است.
سازهای اولیه این سیاهان را سازهای لِیوا می‌گفتند که شامل دهل‌های بزرگ و نوعی ساز بادی بوده‌است. از این سازها ظاهراٌ درمراسم شادی استفاده می‌کردند و همچنین برای رقص‌های ویژه‌ای از قبیل خنجرسازی و رقص لِیوا.
به مروز زمان به این موسیقی اشکال دیگری اضافه شد و همچنین سازهای دیگری متداول شدند از قبیل کلم (قلم نی) ، دهل و کسر و سپس پیپه.
تفاوتی که در نوازندگی ساز سورنا در شهرهای مختلف وجود دارد به این شکل نشان داده شده‌است: خُرگویی‌ها به نوای خود، لنگه‌ای‌ها به حالت خاص خود و بندرعباسی‌ها و مینابی‌ها نیز هرکدام به شکل مرسوم خویش می نوازند و می‌خوانند. این فعالیت تا جایی پیش می‌رود که حتی اوزی‌ها و لاری‌های مقیم استان هرمزگان نیز هر کدام برای خود شیوه ای مخصوص در اجرای موسیقی دارند.
نکته جالب دراین زمینه تحقیاتی و اجراها و نتایجی است که /عمید عتیق/(آهنگساز)/ درین زمینه بدست آورده. او که برای ضبط قطعات موسیقی اش به دنبال نوازندگان چیره‌دست محلی بودبه این مراسم راه پیدا کردو مشغول ضبط وآونگاری ملودی‌های ای مراسم شد. سپس بارها در مراسم مختلف به جای استفاده ادوات موسیقی این مراسم درامز و تومبا ویا انواع دستگاه‌های الکترونیک را بکار برد و نتیجه یکسانی حاصل کرد. از او آلبوم در زمینه موسیقی الکترونیک بر اساس ریتم‌های مختلف این مراسم از مرکز تحقیات هنری و فرهنگی کشورهای عربی منتشر شد؛ و نکته جالب اینکه در یکی از اجراهای زنده دو نفر که مبتلا به زار بودند شدیداً تحت تأثیر قرار گرفتن و به اصطلاح زارشان پایین آمد
هدف از طرح این موضوع این است که شایداهل هوا (مبتلایان به زار) بیشتر از هر چیزی به موسیقی (ریتم با تمپو بالا و سنکوب) عکس‌العمل نشان می‌دهند. وبیشترین تأثیر و اصلی‌ترین قسمت مراسم اجرای موسیقی سازهای کوبه‌ای است.

## نتیجه
اگرچه تفاوت‌هایی در موسیقی بومی استان هرمزگان و موسیقی زار وجود دارد اما شباهت‌هایی نیز دارند و می‌توان گفت که زار یکی از روش‌های روان درمانی بسیار قدیمی است که بقایای آن در کشورهای مختلفی دیده می‌شود و تنها مختص به ناحیه جنوب کشورمان نیست، بلکه در آسیای شرقی– آفریقا– آمریکا و بسیاری از کشورهای دیگر به اشکال گوناگون دیده می‌شود و نام‌های مختلفی نیز دارد. به دلیل این‌که جنوب کشورمان از دیرباز با اقوام گوناگونی روبرو شده‌است، این آیین کم‌کم وارد کشور شده و ماندگار شدند و رنگ و بویی عربی و اسلامی به خود گرفته‌اند. با این وجود آیین‌های اعتقادی و جادویی نیز در ‌نها دیده می‌شود که ناشی از اعتقادات کهن است. مانند نوشیدن خون. آیین زار زاییده تخیلات روانی بوده و اعمال و مناسکی می‌باشد که از ذهن و ناشی از درد و رنج عاطفی و تاریخی شکل گرفته‌است. در این نوع موسیقی بینش‌های اسطوره‌ای – دخالت در طبیعت و انجام اعمال جادویی و ‌آیینی–وجود احکام قبیله‌ای– تلقین پذیری از یک شخصیت (بابا یا مامای زار) – ایجاد حالت خلسه در اجرای مراسم و اعتقاد به وجود نیروهای ماوراالطبیعیه دیده می‌شود و به مرور زمان، این موسیقی از محیط جدید الهام گرفته و رنگ‌وبوی بومی به خود گرفته است و به موسیقی بومی هرمزگان و در مجموع، موسیقی نوار ساحلی جنوب وارد شده‌است.